# Saison 2 de Archer
Chronologie
Saison 1 Saison 3
Cet article présente les épisodes de la deuxième saison de la série télévisée d'animation Archer.

## Épisodes

### Épisode 1:La petite suisse(Swiss Miss)
La petite suisse
L'état-major de l'ISIS se rend à Gstaad, en Suisse, pour assurer la sécurité d'un milliardaire allemand et de sa fille Anke (plus tard appelée par Sterling une "petite ninja salope") qui s'avère être une nymphomane qui tente de séduire Sterling.
Un kidnappeur tente d'enlever Anke et Sterling le combat avec une canette de spray anti-transpirant Maybe Musk et une bougie allumée brûlant le visage de l'homme et obligeant son amant à le quitter pour son frère jumeau.
Archer essaie d'avertir Lana mais elle ne croit pas à ses histoires de ravisseurs. Cependant, elle se rend compte qu'Archer dit la vérité en voyant les ravisseurs armés devant la caméra et réalise qu'Archer est sans défense et va aider.
La prochaine tentative sur la vie d'Anke est par un groupe d'attaquants sur des motoneiges. Archer et Anke s'enfuient, également en motoneige à travers les Alpes suisses. En regardant de loin, Ray se rend compte qu'Archer disait aussi la vérité en voyant les coups de feu. Sterling combat les ravisseurs, alors que lui et Anke parlent et se rendent compte qu'ils ont eu une enfance similaire. Après la mort des ravisseurs, les deux se retrouvent au milieu nulle part tandis qu'Anke commence à se figer à cause de sa poitrine nue (elle a enlevé son haut pour séduire Sterling plus tôt). Il a résisté à ses tentatives répétées malgré les moqueries de ses collègues de l'ISIS à ce sujet qui ont vu qu'il avait raison à propos de l'attaque. Anke convainc Sterling qu'il doit la réchauffer manuellement avec ses mains, sinon elle subira des lésions nerveuses. Archer regarde autour de lui et continue jusqu'à ce que Lana apparaisse sur des skis et se moque de lui.
Le spectacle se termine brusquement avec Malory se réveillant nu dans son lit avec le milliardaire évanoui et une Pam nue qui essaie de continuer l'affaire avant d'être reculée par le regard de Malory. 

### Épisode 2:ODIN se fait l'ISIS(A Going Concern)
ODIN se fait l'ISIS
Alors qu'elle est au téléphone à propos de ce qui ressemble à une sorte d'accord commercial, Malory est approchée par Archer qui claque un petit tube de verre sur son bureau contenant une petite puce électronique. Archer explique que lorsqu'il s'est plaint de maux de tête au Dr Krieger, Krieger l'a assommé avec une sorte de tranquillisant et lui a percé la tête en supposant qu'il s'agissait d'une "puce de contrôle de l'esprit reliée par satellite". Confus par les marques russes, Malory et Archer se disputent le sens; Archer accuse son "petit ami" Nikolai Jakov de l'avoir planté et demande la vérité. Malory le congédie afin de revenir à son "affaire assez énorme". Quand Archer insiste trop, elle laisse échapper qu'elle vend ISIS, auquel Archer est sans voix.
Malory explique que son compte bancaire a été effacé par un stratagème de Ponzi, la laissant sans le sou. Cheryl, qui écoutait à l'époque, se précipite pour le dire à Pam (qui fume du pot) et à Cyril (qui explique qu'il est en fait possible de vendre l'ISIS). Lorsque le trio se demande qui, Archer est entendu criant "ODIN!", Len Trexler apparaît alors après que Malory ait dit à Archer qu'il lui avait fait une offre très "attrayante".
Dans un restaurant inconnu, le meilleur agent d'ODIN, Barry Dylan, demande à Lana Kane d'accepter le poste de Malory en tant que "directrice régionale pour les Amériques" à la seule condition qu'elle couche avec lui. De retour dans la salle de repos, l'équipe réfléchit à des idées sur la façon de sauver ISIS. Malory et Trexler entrent; le premier leur criant de se remettre au travail et le second annonçant qu'il avait hâte que tout le monde rejoigne la famille ODIN ; plus spécifiquement pour Archer d'accueillir Trexler dans sa famille, ce qui fait vomir Archer. L'équipe se rend compte que Trexler n'achète ISIS que dans l'espoir d'épouser Malory. Cyril suggère qu'ils essaient de faire " tomber amoureux " de Trexler, ce qui, selon le Dr Krieger, est possible avec une " batterie marine à cycle profond... ou LSD ". Cheryl halète et se rend compte que les "bandes de souffle" Krieger lui a donné pendant leur relation n'était que du LSD. Krieger déclare que les émotions ne viennent pas du cœur mais sont interrompues par l'épiphanie d'Archer : "le cerveau !"... ou LSD.
Archer s'enfuit pour fouiner dans le bureau de sa mère qui est truqué avec 12 livres de C-4. Archer appelle Ray qui dit rapidement "bleu et jaune". Archer demande si Ray pourrait le regarder pendant plus d'une demi-seconde alors que Ray rétorque que c'est lui qui l'a câblé. Archer coupe les fils en disant qu'il aurait pu commencer par cela seulement pour que Ray révèle qu'il n'a pas réellement câblé le bureau. Archer frappe avec colère le tiroir, activant ce qui est sous-entendu un vibromasseur géant. Il l'éteint à contrecœur tout en étant raillé par Ray, c'est-à-dire qu'il n'y a pas d'évier dans la pièce. Archer, maintenant traumatisé, déclare qu '"il n'y a pas assez d'alcool et de thérapie dans le monde pour annuler cela", ce à quoi Ray répond: "Ouais, vous devriez les emprunter" tout en se tenant à la porte avec des gants en caoutchouc géants. Archer lui lance un vase, incitant Lana à avertir de ne rien casser dans son nouveau bureau. Après être partie parce que son cygne en aluminium renverse de la sauce aigre-douce, Barry entre en faisant signe à l'équipe de garde dans le hall d'entrée d'empêcher quiconque d'essayer de perturber la vente. Archer frappe avec colère le cygne en aluminium de Barry sur le sol alors que Barry note mentalement que c'est ainsi que vous obtenez des fourmis.
Le Dr Krieger est montré en train de tester la puce de contrôle de l'esprit sur un lapin surnommé "Rabbert Klein" (Arsène Lapin en VF) par Archer. Krieger est certain que la puce fonctionnera mais ne sait pas si elle tuera l'hôte. Lana s'approche de Barry en train de polir son arme et raconte avec enthousiasme ses nombreuses idées, mais Barry lui rappelle rapidement leur accord au grand dam de Lana.
L'équipe est vue en train d'élaborer son plan (schéma grossier et figurines étranges incluses). Cyril est chargé d'aider Krieger à se faire opérer parce qu'il est "bon en maths", ce qui n'est pas pertinent mais "ne peut pas faire de mal". Ray doit attirer et piéger Lana dans l'ordinateur central bien qu'il veuille le travail d'attirer Barry. Sterling rétorque qu'il est le mauvais appât parce que Barry a été fiancé à un moment auquel Ray admet qu'il s'est marié une fois pendant deux ans; mais à une lesbienne qu'il a rencontrée lors d'un "groupe de prière pour la bible gay". Au lieu de cela, Cheryl doit attirer Barry et Pam doit inciter les gardes à prendre les bandes respiratoires au LSD, après quoi Krieger touche accidentellement une bande tout en les avertissant de faire attention.
Plan en cours, Cheryl remet à Barry une note de Lana demandant à se rencontrer dans l'ordinateur central. Barry, passant devant les gardes, les avertit de la possible tentative d'Archer de conclure l'affaire. Pam leur offre alors les bandes d'haleine en disant que l'une d'elles pue la mauvaise haleine. Lana montre sa nouvelle plaque signalétique à un Ray en pleurs qui va lui manquer et lui dit que Barry est dans l'ordinateur central indiquant que c'est "maintenant ou jamais" si elle veut le travail. Les deuxièmes pensées de Lana montrent demander si Ray la détesterait pour cela, ce à quoi il répond rapidement par un non, mais aussi de "faire une cowgirl inversée parce que ce tapis est vraiment odieux".
Alors que l'équipe de garde est en plein désarroi, Archer attire Trexler pour "donner sa bénédiction". Ray piège alors Lana et un Barry nu dans l'ordinateur central demandant à Lana de ne pas le détester. Dans le laboratoire de Krieger, Archer avertit Trexler que Malory ne fait l'affaire que pour ne pas être fauché. Trexler s'en fiche cependant et prétend qu'il aime Malory pour qui elle est, alors Cyril le tranquillise et Dr Krieger torse nu est prêt à faire une intervention chirurgicale. Pendant ce temps, Lana retire sa décision d'avoir des relations sexuelles avec un Barry toujours nu.
Avec Trexler ébréché et les yeux ouverts avec un serre-tête, un diaporama est présenté montrant le visage de Malory. Le diaporama commence alors le "Modified Ludovico", épissant le visage de Malory avec des images du diable, des bombardements atomiques et des images globalement négatives. Avec la puce activée, Archer le convainc de ne pas épouser Malory. Trexler ne veut plus que le lapin et la laitue qu'il mange. Il repart ensuite avec un Barry nu et aux yeux noirs.
L'équipe conserve alors l'ISIS. Archer tente (quelque peu) d'offrir du café à sa mère puisqu'elle est toujours fauchée. Malory sait qu'Archer a trafiqué son accord commercial, bien qu'il le nie avec véhémence, car "certains objets" dans son bureau n'étaient pas là où ils auraient dû être. Au lieu de cela, elle a loué trois étages pour résoudre son problème d'argent et a même vendu les nettoyeurs à Popeye, un (ancien) proxénète usurier de la prostituée préférée d'Archer. 

### Épisode 3:Test sanguin(Blood Test)
Test sanguin
La prostituée préférée d'Archer, Trinette, affirme qu'il a engendré son enfant, Seamus. 

### Épisode 4:Perdus sur un Pipeline(Pipeline Fever)
Perdus sur un Pipeline
En route vers la Nouvelle-Orléans dans la section de première classe d'un jet de passagers, Archer profite bruyamment de plusieurs ouragans et de la perspective de vacances dans le Big Easy. Lana lui rappelle qu'ils vont en fait en Louisiane en mission pour empêcher un éco-terroriste de faire sauter le plus grand gazoduc américain. Archer dit qu'il n'est "pas trop inquiet au sujet d'un hippie qui tourne autour du tambour", incitant Lana à lui rappeler que de nombreuses personnes dangereuses, y compris elle-même, se soucient beaucoup de l'environnement. Archer tourne la conversation vers les œuvres de son idole Burt Reynolds , montrant à Lana le pistolet qu'il a "emprunté" à Woodhouse pour imiter le personnage de Jerry Reed dans Gator. Archer est alors attrapé par un sky marshall, et en train de s'expliquer, il révèle son identité et celle de Lana à l'éco-terroriste même qu'ils tentent d'arrêter.
Je réquisitionne cet hydroglisseur !
Dans leur chambre d'hôtel, Lana obtient plus de détails sur la mission d'un employé d'AmPetCo, propriétaire du gazoduc. Le pipeline traverse un marais épais avec un seul point d'accès en surface. Lana est de plus en plus frustrée par la priorité accordée par l'employé d'AmPetCo à la marge bénéficiaire d'AmPetCo par rapport à l'écosystème délicat qui serait ruiné par l'explosion d'un gazoduc. Plus tard, chez Remy's Bayou Airboats, Archer et Lana découvrent que le seul hydroglisseur y est réservé. Archer réalise un rêve de toute une vie en réquisitionnant l'hydroglisseur, et ils se dirigent vers le point d'accès du pipeline. Dans son enthousiasme, Archer fait exploser le moteur de l'hydroglisseur et ils sont obligés de traîner le bateau jusqu'au pipeline.
Ne recyclons-nous pas déjà les batteries ?
Pendant ce temps, au siège de l'ISIS , Malory essaie d'économiser de l'argent en passant au vert afin de se qualifier pour les crédits d'impôt fédéraux. Cela comprend le remplacement des ampoules à incandescence par des ampoules fluorescentes, l'installation de toilettes à faible débit et le recyclage des piles. Cela pose divers problèmes, en particulier les nouvelles toilettes, et dans le processus Pam est informée qu'il y a en fait une toilettes pour femmes à l'ISIS.
Madame, vous ne me faites pas peur.
Après son arrivée au pipeline, Lana se blesse les mains en atteignant une glacière remplie de ce qu'Archer oublie de lui dire est de la neige carbonique. Elle partage ensuite l'histoire de sa première rencontre avec Malory, alors qu'elle faisait du piquetage dans un magasin de fourrure dans lequel Malory se trouvait. Archer met en colère un alligator en essayant de tirer sur un poisson avec un arc à poulies. En train de le combattre, Archer fait un trou dans le fond de l'hydroglisseur, le coule et fait flotter leur sac d'équipement, ne laissant qu'une glacière.
Voyez les horreurs que vous avez faites !
Malory, Cheryl et les autres membres du personnel féminin avaient caché la salle de bain des femmes à Pam, à cause de sa tendance à faire du désordre. Pam commence à utiliser les toilettes pour femmes, ce qui incite Malory à inverser toutes les options vertes et à dire au personnel de jeter toutes les toilettes à faible débit sur le trottoir. Malheureusement, le renversement arrive trop tard pour Krieger , qui a perdu plusieurs de ses projets de clonage en raison de la réduction de puissance de son laboratoire.
Je suppose que j'ai en quelque sorte trouvé ma vocation.
Archer révèle ses trois plus grandes peurs (alligators, crocodiles et anévrismes cérébraux) et jerry-rigs un explosif à partir de neige carbonique et d'eau. Lorsque l'éco-terroriste arrive enfin, il se révèle être l'ancien TA et amant de Lana en matière de politique environnementale, Joshua Gray. Il décide de ne pas faire sauter le pipeline et invite Lana à dîner et à faire du jazz. Lana part avec lui, échouant Archer sur la plate-forme du pipeline avec un alligator en colère qui l'entoure. 

### Épisode 5:La tontine à tonton(The Double Deuce)
La tontine à tonton
Le premier vendredi de congé d'Archer dans "comme, pour toujours" est perturbé à la fois par le petit bébé Seamus et par la démonstration émotionnelle inhabituelle et insubordonnée de Woodhouse à la mort de son ancien camarade du Royal Flying Corps (RFC), Sir Augustus Stilto . À la suite des conjectures de Woodhouse, Archer se rend compte que les membres du ' Double Deuce ', l'escadron de Woodhouse, ne meurent pas de causes naturelles.
Woodhouse, tu es une rose parmi les épines.
Malgré le léger intérêt d'Archer, Woodhouse décrit son service pendant la Première Guerre mondiale, en tant que batman du capitaine Reginald Thistleton , un officier populaire et génial du RFC qui a été abattu lors du «Bloody April» de 1917. Avant sa disparition, le capitaine Thistleton a eu l'idée d'une tontine pour les membres du Double Deuce, qui existait encore et valait environ 1 million de dollars.
Ce n'est pas mes affaires.
Woodhouse révèle qu'il est l'un des trois membres survivants de la tontine, en plus du lieutenant Scripes et du cap. 'Stinky' Bishop , qui arrive alors à l'appartement d'Archer . Un peu intrigué par le mystère, mais plus intéressé par la valeur post-mortem potentielle de son valet de chambre, Archer accepte de s'impliquer dans ce qu'il appelle un " mystère de meurtre geezer " uniquement si le petit bébé Seamus est envoyé aux tendres soins de Malory .
Quelqu'un vous a-t-il trompé ?
Alors que Malory applique ses techniques parentales éprouvées au petit bébé Seamus, révélant une grande partie de la psychologie d'Archer en cours de route, Pam , Cheryl et Cyril développent leur propre tontine ISIS, basée sur l'idée que pratiquement tous les emplois chez ISIS sont soit dangereux, amiante, ou celle de Cheryl.
Woodhouse après son saccage.
Woodhouse décrit la mort de Reggie Thistleton dans le No-man's-land, et son déchaînement ultérieur de beserker dans les tranchées allemandes, où il a pris cinquante scalps allemands et a remporté la Croix de Victoria (VC). Après sa libération, Woodhouse "a passé Dieu sait combien d'années en Orient" jusqu'à ce qu'il s'installe à Tanger, où il a gagné un bar dans un jeu de dés. Il a rencontré pour la première fois une Malory très enceinte et a aidé à donner naissance à Archer. Son cadeau d'un hochet en argent sterling à Malory l'a amenée à nommer son fils "Sterling". Des flashbacks ultérieurs en révèlent davantage sur le paysage émotionnel compliqué de la jeunesse d'Archer.
J'avais tout oublié de cette misérable tontine.
Pendant ce temps, Scripes arrive à l'appartement d'Archer et doit tirer sur Bishop. Une fois les choses réglées, il prétend qu'il avait oublié la tontine et qu'il n'avait aucune intention d'assassiner Woodhouse ou "Stinky". La mort des autres Double Deuces est expliquée comme des causes naturelles, une chute, une asphyxie auto-érotique et les trois autres portent un toast à leur ancien escadron.
Merci Caporal Bishop.
Alors que Scripes montre le vieux pistolet de Woodhouse Reggie, Archer entre et croyant que Scripes va tuer Woodhouse, expulse Scripes du balcon jusqu'à sa mort. "Stinky" assomme Archer dans la dispute qui s'ensuit et, Woodhouse explique qu'il couvrira leurs traces avec une histoire selon laquelle Archer a glissé et s'est assommé alors qu'il poursuivait une "prostituée asiatique terrifiée". 

### Épisode 6:L'affaire à l'envers(Tragical History)
L'affaire à l'envers
Une bataille des sexes s'ensuit entre les hommes et les femmes d'ISIS sous la forme d'un jeu de fléchettes dans leur bar habituel. Les talents de tireur d'élite d' Archer réduisent l'écart pour son équipe, et c'est à nul autre que Cyril Figgis de marquer au moins deux points pour la victoire. Cependant, la pression s'avère un peu forte pour Cyril, qui revient sur un concours d'orthographe scolaire. En épelant des onomatopées, un Cyril jeune et nerveux succombe à la pression ; mouillant son pantalon aux yeux de tous, y compris son père désapprobateur. De retour dans le présent, Cyril ne s'en sort pas mieux, car il a complètement raté le jeu de fléchettes.
Les dames triomphantes et les hommes bouleversés, tous s'en vont, sauf Cyril, qui est pris de honte. Il se retrouve alors en compagnie d'un certain George Spelvin , qui offre à Cyril un verre. Cyril ne se sent pas à la hauteur, jusqu'à ce que les compagnes japonaises sexy de Spelvin le persuadent de rester. Aussi reconnaissant que fût Cyril, Spelvin l'encourage à garder ses remerciements pour demain, "après que Cyril Figgis ait sauvé la mise".
Le lendemain matin, au siège de l'ISIS, une équipe affligée de la gueule de bois attend avec impatience que Pam Poovey déverrouille la porte du bâtiment ; et un curieusement chipper Cyril les accueille avec un sourire.
À l'intérieur du bureau, Malory Archer est furieuse alors qu'elle montre à tout le monde l'étrange virus pirate qui infecte leurs ordinateurs. Bien qu'Archer trouve le petit lutin amusant, tout le monde est ennuyé de se voir confier la tâche de vermifuger l'ensemble du réseau informatique d'ISIS. Cyril intervient pour essayer de tuer le virus, mais est immédiatement abattu par Malory et Archer.
Cyril retrouve ensuite Spelvin dans un restaurant voisin. Il informe Spelvin qu'il a réussi à infiltrer l'ordinateur central de l'ISIS et à implanter le virus, mais qu'il n'a pas été en mesure d'utiliser le « code secret » pour éliminer le virus et prouver qu'il est un héros pour ses collègues. Imperturbable face à ce dernier, Spelvin félicite Cyril et lui offre un plat contenant une énorme pile de billets. Il explique à Cyril qu'il conçoit en réalité des systèmes de sécurité informatique pour les agences d'espionnage les plus prestigieuses. Apparemment, ses systèmes étaient suffisamment infaillibles pour qu'il ne puisse pas convaincre ses clients d'acheter des mises à niveau pour lui, d'où la raison pour laquelle il a créé le virus. Il espérait qu'en utilisant le virus contre ISIS, il garderait sa clientèle dans sa poche dans un avenir prévisible. Cyril semble hésitant sur les intentions de Spelvin, jusqu'à ce qu'il apprenne que l'argent dans son assiette s'élève à 50 000 $; et il reste toujours convaincu que le code de Spelvin peut tuer le virus.
Cela peut toutefois s'avérer difficile, car Algernop Krieger remarque que le virus a muté. De plus, le virus s'est infiltré dans les banques de données de l'ordinateur central de l'ISIS et cible ses fichiers cryptés, qui incluent les identités de chaque agent de terrain de l'ISIS. Pire encore est le fait que l'unité centrale est sécurisée derrière une voûte en acier qui ne peut pas être ouverte.
Cyril retourne au siège de l'ISIS pour trouver Pam et Cheryl Tunt transportant une brouette pleine d'ordinateurs à reformater (lire : jetés dans la cage d'ascenseur.) En apprenant la mutation du virus, Cyril se précipite vers l'ordinateur central, où Archer tente de tirer sur le porte du coffre ouverte. Après cela échoue, Cyril arrive pour essayer d'utiliser son code, mais est à nouveau expulsé. Archer, remarquant ses "restes" (qui sont en fait les 50 000 $), poursuit Cyril.
Archer entre dans le bureau de Cyril alors qu'il essaie d'entrer en contact avec Spelvin. Brouillant ses traces à la hâte, Cyril insiste à nouveau sur le fait qu'il peut détruire le virus. Archer trouve cela difficile à croire, car Krieger ne peut même pas le détruire. et Krieger a réussi à construire une petite amie holographique si sophistiquée qu'il a réussi à faire pression sur l'État de New York pour qu'il lui permette légalement de l'épouser.
En parlant de cela, Krieger prend une pause dans la désactivation du virus pour courtiser sa fiancée . Une Lana Kane impatiente décide de briser son projecteur pour que Krieger se concentre, mais ne réussit qu'à déclencher le premier des nombreux "moments Heston" de Krieger. Lorsque Malory s'enregistre, Lana confirme que la liste de couverture de l'ISIS est bien la cible visée par le virus. Malory transmet la nouvelle au reste de l'état-major de l'ISIS, ce qui fait que Cyril commence à s'inquiéter.
Cyril rencontre Spelvin dans son somptueux appartement pour tenter de comprendre la situation. Spelvin révèle qu'il avait l'intention d'obtenir la liste de couverture d'ISIS dès le début et prévoit de vendre la liste au plus offrant. Cyril tente d'obtenir un remboursement, mais Spelvin exige 1000 fois ce qu'il a payé à Cyril pour la liste. Cyril dit alors à Spelvin qu'il peut utiliser ses compétences en comptabilité « coup de pied » pour se procurer les fonds nécessaires pour payer la liste.
De retour au siège de l'ISIS, personne n'a de chance de tuer le virus ou de contourner le verrou du coffre-fort, ce qui incite Archer à enfiler son col roulé. En chemin, il croise Cyril qui avoue tout. Archer accepte à contrecœur d'aider Cyril à contrecarrer Spelvin (après avoir reçu un acompte de 50 000 $ de Cyril, bien sûr.)
En arrivant à l'appartement de Spelvin, Archer remet à Cyril une mallette, qui, selon lui, contient des obligations au porteur contrefaites et une cartouche de gaz assommant. Cyril entre dans l'appartement, affirmant qu'il a obtenu l'argent nécessaire pour acheter la liste de couverture, mais Spelvin voit immédiatement clair dans sa ruse. Cependant, les deux sont surpris de constater que la mallette ne contenait qu'un muffin à l'intérieur, quand Archer les laisse tomber. Archer remarque alors le serveur contenant la liste de couverture (ainsi que les jumeaux sexy ninja qui le gardent). Échouant dans ses avances et perdant son arme, Archer est alors contraint de combattre les jumeaux ainsi que Spelvin. Archer tient le coup, mais pas pour longtemps. Il est finalement coincé par les jumeaux alors que Spelvin se déplace pour le tuer.
Cependant, Cyril parvient à mettre la main sur l'arme d'Archer et exige la reddition de Spelvin. Spelvin refuse, restant convaincu que Cyril n'a pas le courage de lui tirer dessus. Mais après une raillerie de trop, Cyril ouvre le feu. Archer est déçu que Cyril n'ait frappé personne, mais remarque ensuite que Cyril a, en fait, tiré sur le serveur. le détruire ainsi que les informations qu'il contenait. Un Spelvin vengeur jette son dévolu sur Cyril, qui prétend qu'il lui reste une balle et qu'elle porte le nom de Spelvin. Spelvin décide alors de réduire ses pertes et se retire avec les jumeaux.
Cyril devient immensément satisfait de lui-même pour avoir sauvé la situation. Archer, d'autre part, décide de voir si Spelvin a un bain à remous. 

### Épisode 7:Quelle comédienne!(Movie Star)
Quelle comédienne !
L'épisode commence avec Ray, Pam et Cheryl regardant Hollywood Scene alors qu'ils annoncent que l'actrice oscarisée Rona Thorne devait jouer le rôle d'un agent brûlé de la CIA dans son prochain film, Désavoué. Alors que Ray et Pam reprochent à Cheryl de ne pas être fan de Rona (ou de penser que River's Rage n'était pas bon), ils sont choqués de voir Rona se présenter à ISIS . Malory invite alors Rona dans son bureau et dit à Lana que Rona Thorne la suivra pour rechercher son prochain rôle, contre lequel Lana est jusqu'à ce qu'Archer propose de prendre sa place. Lana accepte sa mission de contrarier Archer.
Lana dit à Rona que dès qu'une mission commence, l'entraînement de Rona sera annulé mais, Lana se réchauffe rapidement à Rona alors que la star commence à faire du nez brun à Lana. Au stand de tir, Archer commente que Rona est trop raide lors du tir et fait une démonstration en tirant un smiley sur l'une des cibles sans même la regarder. Archer essaie de faire bouger Rona jusqu'à ce que Lana tire avec son arme près de son oreille, lui donnant des acouphènes et l'assourdissant temporairement, le faisant quitter la pièce.
Pendant ce temps, Pam révèle à Cheryl et Ray qu'elle a volé le journal de Rona. Ils élaborent alors un plan pour entrer par effraction dans l'appartement de Rona et rendre le journal.
Dans une tentative d'impressionner Rona et d'ennuyer Lana, Archer demande à Bilbo une mission locale et découvre que le Premier ministre soviétique doit être assassiné alors qu'il entre à l' ONU . Lorsque Lana apprend cette mission, elle la réquisitionne à Archer, puisqu'il ne s'est jamais qualifié pour être un contre-sniper (une scène en coupe montre Archer évanoui nu dans son lit avec deux femmes nues, un fusil de sniper sur le sol, et le réveil sonne). La scène suivante montre Lana et Rona sur un toit, Lana scannant la zone à la recherche de menaces potentielles. Archer s'est réfugié dans un bâtiment voisin pour espionner Lana et Rona (qui sont également sur écoute) avec un télescope et est équipé d'une armée de Krieger Bots déguisés en tireurs d'élite. Archer contrôle les robots à distance, les faisant ressembler à de véritables tireurs d'élite, et Lana les élimine systématiquement, Rona jouant le rôle d'observateur. Dans sa lunette d'observation, Rona voit des gens dans son penthouse . qui s'avère être Ray, Pam et Cheryl confrontés à la police alors qu'ils tentaient de rendre le journal de Rona. Rona tente de lui arracher le fusil de sniper de Lana pour faire face aux intrus et dans la courte lutte, Rona poignarde Lana dans le cou avec une seringue pleine de tétrodotoxine.. Lana, maintenant paralysée, écoute Rona expliquer qu'elle est en fait un agent dormant russe et qu'elle a été activée pour tuer le Premier ministre soviétique. Archer entend cela à travers le bug et se précipite pour sauver Lana, seulement pour être également empoisonné. Rona révèle que ses parents sont également des agents dormants, et la récompense de Rona pour avoir tué le Premier ministre soviétique sera sa capacité à réaliser des films russes. Après avoir pesé sa carrière potentielle de réalisatrice soviétique par rapport à sa renommée et sa célébrité actuelles, Rona décide de tuer le Premier ministre soviétique. Archer et Lana ne peuvent que regarder, impuissants, alors que Rona exécute l'assassinat. Rona s'échappe et l'épisode se termine avec Archer et Lana paralysés et coincés sur le toit, avec la tête d'Archer sur les genoux de Lana.
La troisième sous-intrigue fait collaborer Malory Archer et Cyril Figgis sur une réécriture du scénario Disavowed . Cette réécriture a été conçue pour donner à Malory un rôle dans le film, qui présente une liaison entre le personnage de Malory à la tête de l'agence et un agent de terrain noir qu'elle décrit comme étant "aussi noir et musclé qu'une main de terrain". En discutant de cela avec ce qu'ils croient être des dirigeants de studio, ils sont plutôt éclairés en vert pour une suite de Mandingo avec un titre proposé de Mandingo 2: The Enslavening . À leur insu, le directeur du studio auquel ils parlent est en fait l'assistant de Jakov , utilisant une machine pour déguiser sa voix.
Malory Archer révèle qu'elle était autrefois une actrice mineure (ou du moins auditionnait pour des rôles dans des publicités). Cela nous amène à l'histoire de la façon dont elle a rencontré "Wild Bill" Donovan et a été recrutée dans l'OSS. 

### Épisode 8:Stade deux(Stage Two)
Stade deux
Le cancer du sein frappe la famille Archer - Sterling l'a. « J'essaie de rester positif », dit-il. "Je peux battre ça." Mais avant l'opération, il veut se lier avec le jeune Seamus (même s'il n'est pas réellement le père du bébé) et persuade son majordome de le laisser prendre ses vacances prépayées à Las Vegas avec son frère Dicky , Sterling se fait alors arrêter par la police du Nevada et utilise le nom de Cyril avant de s'échapper.
Après son retour, Archer remercie Woodhouse pour cet acte aimable et promet de mieux le traiter, ce qui le ravit. Sur son lieu de travail, après (et Cyril extradé) Archer s'effondre devant sa mère en avouant sa peur de survivre à l'opération. Alors qu'ils boivent du cognac ensemble, lui et sa mère sont sur le point de se dire "je t'aime", ayant un moment classique mère-fils, mais qui est interrompu. Lana ramène Sterling à la maison et Sterling révèle qu'il est toujours amoureux d'elle et la convainc d'avoir une aventure d'un soir par pitié, car il pourrait ne pas récupérer après l'opération.
Le lendemain matin, Sterling arrive à l'hôpital avec quatre heures de retard pour sa propre opération. Après l'opération, jugée réussie par son médecin , Sterling fait la fête chez lui avec ses collègues et amis. Il dit à Lana qu'il veut lui parler de la veille mais est interrompu par le médecin qui l'appelle pour lui dire que son cancer s'est propagé à ses ganglions lymphatiques et qu'il devra subir une chimiothérapie (c'est après de nombreux appels téléphoniques en lequel Archer essaie de parler à Lana mais est constamment interrompu par le médecin qui se trompe trois fois sur les résultats de son opération). 

### Épisode 9:Effet placebo(Placebo Effect)
Effet placebo
Archer passe en revue son traitement contre le cancer du sein et les médicaments de chimiothérapie ultra-coûteux avec le docteur Krieger. Krieger, troublé par le manque d'effets secondaires liés à la chimio, fait quelques tests et révèle que le médicament d'Archer est contrefait - composé principalement de saccharose et (ce que Krieger suppose être) de Zima, la seule chose réelle étant son cannabis médical. Irrité d'avoir été trompé et à l'idée que d'autres patients reçoivent de faux médicaments (principalement une femme âgée avec qui il s'est lié d'amitié, nommée Ruth), Archer se déchaîne pour tuer les faux trafiquants de drogue pendant que Lana le filme.
Après avoir menacé un pharmacien , Archer et Lana sont conduits dans un entrepôt utilisé par la mafia irlandaise où Archer tue plusieurs gardes armés avant de capturer trois membres de la mafia et trois concierges honduriens. Archer torture les gangsters en leur tirant dans le genou avec un fusil à canon scié pour obtenir des informations et apprend que le cerveau derrière le faux régime de drogue est Franny Delaney . Après avoir tiré sur les gangsters, Archer trouve les vrais médicaments de chimiothérapie et (contre l'avis de Lana) les prend immédiatement, le faisant tomber malade.
Le lendemain, Archer (portant maintenant un bandana rouge pour couvrir sa perte de cheveux, des refroidisseurs de bouteille de vin sur ses pieds parce que ses ongles sautent "comme des pogs" et traînant un support IV autour) reprend son saccage, bien qu'il vomisse constamment. Dans la voiture de Lana, Archer se lamente sur sa perte de cheveux et essaie de s'empêcher de vomir, ce qui l'amène à allumer une cigarette de cannabis qui lui fait avoir un flashback sur les souvenirs de son temps avec Ruth à l'hôpital. Lana le sort de son flashback alors qu'ils ont atteint leur destination.
Ailleurs, Krieger, se sentant mal pour Archer, lui fabrique des cartes flash en portugais. Confus, Cyril demande comment Krieger, un Allemand, connaît le portugais. Krieger essaie d'éviter le sujet, seulement pour que Cyril pousse plus, obligeant Krieger à crier un dicton nazi avant de quitter rapidement la pièce, ce qui amène Cyril à croire que Krieger est un ancien scientifique nazi. Cyril trouve plus tard Krieger enfermé dans la salle de bain des hommes, brûlant des papiers dans l'une des toilettes. Cyril essaie de l'interroger davantage sur sa connexion nazie à laquelle Krieger ne fait que nier tout lien, obligeant Cyril à partir pour le dire à Malory.
Archer et Lana se frayent un chemin dans une partie de poker de l'arrière-salle de plus de gangsters irlandais où Archer menotte l'un d'eux à la table de poker et enfonce une grenade dans le rectum du gangster et tire la goupille, pour obtenir des informations sur l'emplacement de Delaney. Après avoir obtenu leurs informations, Archer et Lana sont sur le point de partir quand Archer dit que la grenade n'est qu'une grenade fumigène. La grenade explose alors (étant une grenade à fragmentation) jetant Lana et Sterling hors de la pièce et leur causant une perte auditive. Une Lana aggravée les emmène à l'hôpital pour rétablir leur audition où Archer apprend la mort de Ruth par une infirmière de l'hôpital .. Archer se réveille alors d'un autre flashback induit par le cannabis pour découvrir qu'ils sont dans l'enceinte de Delaney, et Archer l'emmène dans les bois pour le tuer tandis que Lana tient les gardes sous la menace d'une arme, qui est également défoncée par le hotboxing, ce qui laisse sa voiture sentir comme "mauvaise herbe et saccage."
De retour au quartier général de l'ISIS , Malory parcourt les albums photos de Sterling et se rend compte qu'elle et Sterling n'ont jamais pris de photo ensemble . Cyril essaie de lui parler des racines nazies de Krieger uniquement pour qu'elle les écarte, alors que les scientifiques nazis ont conduit à des choses telles que des fusées de la NASA et des fours à micro-ondes. Elle révèle ensuite que Krieger est peut-être un clone génétique d'Adolf Hitler , et qu'elle est responsable de la mort de son père quand Krieger avait 15 ans.
Archer tient Delaney sous la menace d'une arme dans les bois. Delaney se moque d'Archer et dit qu'Archer ne le tuera pas car Archer a trop d'honneur pour tuer un vieil homme en fauteuil roulant, et se moque encore d'Archer en révélant qu'il a couché avec Malory dans un complexe pour célibataires en Thaïlande à un moment donné. Delaney commence à s'éloigner quand Archer l'arrête (en posant la même question que Ruth lui pose), se tourne lentement et tire avec son arme et la vidéo s'interrompt est rembobinée et rejouée à ce stade encore et encore.
Tout le monde est montré dans le bureau de Malory en train de regarder la séquence vidéo qu'Archer a transformée en son propre film, Terms of En-Rampagement (titre provisoire). Qu'il leur fait regarder chaque semaine et ce depuis 3 mois. Archer est fou de joie avec son film génial et que son cancer est en rémission. 

### Épisode 10:El Secuestro
El Secuestro
Cheryl Tunt a été ciblée pour un enlèvement, mais elle induit les ravisseurs en erreur en leur faisant croire que Pam Poovey est elle. Les ravisseurs soumettent Pam à l'aide d'un pistolet paralysant . Lorsque Cheryl arrive à ISIS , elle explique son retard en révélant qu'elle a été la cible d'un enlèvement. Lorsque Malory demande pourquoi quelqu'un voudrait la kidnapper, Cheryl révèle qu'elle est membre d'une riche famille de cheminots appelée les Tunts (son nom de famille n'est pas Gimple comme il est dit sur son W-4) et la descendante du magnat des chemins de fer Cornelius Tunt .
Je suis littéralement trempé de jalousie.
Comme ils ne la croient pas, Cheryl le prouve en emmenant l'équipage de l'ISIS dans son manoir. Archer est ravie de rencontrer son ocelot de compagnie, Babou . Indiquant que ses parents sont morts dans un accident de voiture (et qu'elle manque les funérailles), elle révèle ensuite qu'elle vaut environ 500 millions de dollars, après avoir partagé un héritage de 1 milliard de dollars avec son frère "grossier" Cecil Tunt . Malory décide que l'ISIS doit protéger Cheryl, moyennant des frais bien sûr. 
Merde, Cyril !
Les ravisseurs ont battu Pam, mais elle est assez forte pour y résister et insulter les ravisseurs. Cheryl est placée dans le coffre-fort de l'ISIS et le bâtiment est verrouillé. Le personnel s'arme, ce qui fait que Cyril tire accidentellement sur Brett . Lorsqu'ils réalisent qu'ils ont la mauvaise femme, ils appellent ISIS en utilisant un changeur de voix. Alors qu'Archer et Lana essaient de convaincre les ravisseurs de laisser partir Pam, Malory prend le téléphone et tente de conclure un accord avec les ravisseurs.
Comment es-tu encore conscient ?
Ils ne peuvent pas accepter d'échanger Pam avec Cheryl, et Malory déclare qu'elle pense que Pam ne vaut que 5 000 $. Avant que Pam ne soit tuée, elle accepte d'aider les ravisseurs à récupérer Cheryl, et ils partent se faufiler dans ISIS. Cyril, réalisant que Cheryl n'est pas disposée à rendre le montant de 3 700 $ qu'il lui a prêté de son 401k, la kidnappe contre une rançon et la menotte à une pipe loin de tous les autres.
Parce que Ray est une vraie garce !
Ignorant cela, Malory et Lana pensent que les ravisseurs sont arrivés à Cheryl via le garage où Archer et Ray sont supposément partis pour aller sauver Pam. Les deux se demandent si l'un ou l'autre des agents est suffisamment myope pour laisser la porte grande ouverte pour que les ravisseurs puissent entrer. Dans le garage, Archer demande par à-coups à Ray, qui le nargue avec plaisir, d'enlever son propre col roulé tactique, estimant qu'il est le seul à devoir en porter un. Lorsque sa mère appelle pour savoir s'ils ont laissé la porte ouverte, Archer dit qu'ils ne sont pas partis et lui gémit puérilement à propos du col roulé de Ray. Malory réprimande son fils pour avoir apparemment permis aux ravisseurs de s'enfuir avec Cheryl simplement parce que lui et Ray "se disputaient pour savoir qui était la plus jolie". Archer confirme que les ravisseurs ne sont pas arrivés et en déduit qu'elle est toujours dans le bâtiment, fermant la porte du garage pour que lui et Ray puissent aller la chercher. Cependant, la porte du garage ne se ferme pas complètement en raison de l'arrivée des ravisseurs dans leur fourgonnette avec Pam en remorque.
Ensuite, vous autres connards, tirez un stupide milliard de balles de connard sur moi !
Archer trouve Cheryl, qui, selon lui, s'est « kidnappée ». Une fois qu'ils sont avec les autres, Pam et les ravisseurs arrivent. Une fusillade commence, la plupart des ravisseurs étant tués. Le seul survivant admet sa reddition. Lana lui dit de lever les mains et demande à Pam si elle va bien. Pam demande "Est-ce que vous vous foutez même de la merde ?!" alors qu'elle claque le cou du kidnappeur survivant, le tuant instantanément. Ses collègues sont choqués et Pam déplore sa journée en disant "L'idiot de Cheryl me fait kidnapper et me fait virer toute la journée, et personne n'essaie de me sauver!"
Quelqu'un en veut un morceau ?
Ray blâme Archer qui lui dit de se taire mais Pam dit "VOUS LA FERMEZ, M. PAM N'EN VAUT PAS !" effrayer Archer. Pam est extrêmement contrariée que l'équipe ne l'ait pas aidée et ait tiré sur les ravisseurs sans se soucier de sa sécurité. Cependant, elle est très en colère contre Malory, pour avoir mis sa vie à bas prix. Les autres restent en arrière alors que Pam s'approche de Malory, prête à la battre, en disant "Eh bien, voyons à quel point tu bouges quand je fouette 5000 dollars de ton cul!"
Non!
Malory demande si quelqu'un va l'aider, mais personne ne le fera. Archer dit "Laissez-la avoir celui-ci", ce qui choque sa mère. Pam défie quiconque d'aider en disant "Quelqu'un veut-il un morceau de ça?" alors qu'elle enlève son débardeur, révélant son tatouage terrifiant et ses muscles. Faisant écho au sentiment des autres qui sont réduits au silence par la peur, Lana déclare : "Non." 

### Épisode 11:Jeu Monégasque
Jeu Monégasque
Lorsque Le Chuffre convoque Malory et ses intrépides agents de l' ISIS à Monaco , tous les paris sont ouverts ! Eh bien, en fait, tous les paris sont lancés car Monaco est essentiellement un casino géant et Archer est chargé de protéger 4 millions de dollars en obligations au porteur introuvables. De plus, c'est le week-end du Grand Prix de Monaco , vous pouvez donc oublier d'avoir une chambre d'hôtel.
Qu'est-ce que le français pour disque rayé ?
Archer enregistre les obligations au porteur pour les conserver au casino de l'hôtel où ils séjournent mais n'obtient pas de reçu. En conséquence, l'hôtel comprend Archer une suite parentale, des prostituées et de nombreux équipements. Sterling n'a pas l'intention de jouer l'argent, mais y est contraint par le concierge Benoit . Il perd la majeure partie des 4 millions de dollars, qui sont en fait tout l'argent des comptes 401(k) des employés de l' ISIS .
C'est à Archer, Lana et Ray de terminer la mission de récupérer le disque de données de Le Chuffre et de récupérer l'argent de Benoit. Pour ce faire, ils devront se rendre dans les rues de Monaco dans une poursuite audacieuse impliquant des voitures de Formule 1 confisquées , des fusils, des lance-roquettes et un hélicoptère...
Pendant ce temps, au siège de l'ISIS, Cyril , Pam , Cheryl et Krieger découvrent que leurs comptes 401 (k) sont vides et complotent pour vendre du matériel de l'ISIS pour compenser leur perte. Krieger vend certaines de ses expériences , dont un costume-manteau pare-balles. 

### Épisode 12:Nuits blanches(White Nights)
Nuits blanches
Ray est envoyé par avion-cargo en mission pour tuer un agent double finlandais. Il parle avec l'un des membres de l'équipage expliquant qu'Archer voulait participer à la mission, mais Malory a donné la mission à Ray, lui faisant croire qu'Archer voulait seulement la mission comme excuse pour aller en Russie et voir si Nikolai Jakov est vraiment son père . . Étonnamment, Archer est déguisé en l'un des membres d'équipage à qui Ray parlait et l'assomme. Archer paie le reste de l'équipage pour cela et saute de l'avion pour affronter Jakov. Malheureusement, Archer a raté le point de débarquement et a atterri dans un camp de l'Armée rouge où il a ensuite été capturé.
Pam attrape Malory avec de la crème fouettée.
De retour à ISIS, Ray, blessé avec un os zygomatique cassé, raconte à Malory et Lana ce qui s'est passé. Malory pense qu'Archer pourrait aller voir Jakov, ce que Lana révèle qu'elle et tout le monde (principalement le groupe principal selon Cheryl) sont au courant de sa liaison avec Jakov grâce à Pam, qui les a vus une nuit lors d'une séance de sexe au téléphone. choc. Cyril donne à Malory un message de la radio du KGB indiquant qu'Archer est capturé et détenu à Vyborg. Malory dit qu'ils doivent sauver Archer, mais malheureusement pour elle, Ray et Lana déclarent qu'ils sont incapables de faire la mission, la blessure du premier nécessitant des notes médicales, et le plus tard déclarant que son origine raciale serait trop évidente pour une mission d'infiltration. Sans autre option, Malory recrute Barry pour sauver son fils, ce qu'il accepte à condition que lui et Lana aient des relations sexuelles, au grand dégoût de cette dernière.
Barry parvient à trouver Archer à Moscou grâce aux renseignements d' ODIN , et ils se déguisent en soldats du KGB. Archer veut toujours parler à Jakov, mais le voit se disputer avec Malory à son sujet. Jakov révèle qu'il a utilisé certains des cheveux d'Archer pour faire un test ADN pour voir s'il est vraiment le père, mais les chances pourraient être minces. Archer et Barry quittent le bureau du KGB, tandis que le reste de l'ISIS surprend l'appel et s'inquiète du sort d'Archer.
Archer et Barry sont arrêtés à un point de contrôle du KGB, où Barry tue les gardes, mais sont arrêtés par un piège à pointes qui perce leurs pneus. Une équipe du KGB les trouve et ouvre le feu sur eux, tandis que les deux s'enfuient. Malory supplie Jakov de cesser le feu, mais il révèle que le test ADN n'a pas été concluant à cause de la falsification de Boris en raison de la jalousie, et même si Archer est son fils, il ne peut pas détourner le regard du fait qu'il a causé la mort de deux agents. Archer et Barry se dirigent vers une issue de secours, mais trouvent que la porte est verrouillée, et avec l'équipe se rapprochant, ils sautent vers la grille suivante uniquement pour qu'Archer saisisse le rebord, tandis que Barry s'accroche aux bottes d'Archer.
Archer!!
Archer décide qu'il doit quitter la Russie maintenant et suggère à un Barry craintif de se séparer. Cependant, Barry enlève les bottes d'Archer et tombe dans une benne à ordures. Un Archer maintenant pieds nus entre dans l'immeuble, se prenant du verre dans les pieds. Archer parvient à distancer l'équipe de frappe, éliminant plusieurs soldats, avant d'être acculé par l'équipe dans un ascenseur prêt à tirer.
Katya sauve Archer.
Malory est dévastée d'apprendre de Jakov que son fils est à l'hôpital et qu'il est gravement blessé. Cependant, elle se rend compte qu'il s'agit d'une erreur d'identité lorsque Jakov décrit que le patient a des épingles dans la jambe - l'état de Barry. Face à l'exécution, Archer accepte son sort mais est sauvé par un agent du KGB, Katya Kazanova , qui tue le peloton d'exécution. Katya demande alors si elle peut s'échapper en Amérique avec lui, ce qu'Archer accepte avec joie. 

### Épisode 13:On n'aime qu'une fois(Double Trouble)
On n'aime qu'une fois
Dans le bureau de Malory Archer, les activités amoureuses de Katya et Archer sont interrompues par Malory . Katya part se rafraîchir et Malory refuse absolument de considérer la demande d'Archer de l'embaucher pour travailler pour ISIS . Archer pense que Malory est jalouse de sa relation, mais elle craint que Katya ne soit un agent double dont la mission est de voler le projet secret du Dr Krieger .
Krieger-san, mes fleurs de cerisier se fanent.
Katya est dans le laboratoire de Krieger où elle repousse ses avances mais s'intéresse à ce qu'il propose de lui montrer. Krieger indique qu'il avait tout préparé pour se marier mais le gouvernement n'a pas permis une union à Mitsuko Miyazumi, sa petite amie holographique. Lana et Malory sont choquées que Katya emménage avec Archer et il menace de quitter ISIS si elle n'est pas embauchée.
Combien de temps jusqu'à ce que mère voit ça ?
Au QG du KGB , Nikolai Jakov avoue à Boris qu'il a menti au président du parti en disant que la défection de Katya faisait partie de son plan directeur. Boris indique qu'il a un vrai plan. Lana et Malory attrapent Katya dans le laboratoire de Krieger et n'entendront aucune explication de sa part. Archer l'emmène dans la salle de crise de l'ISIS où il demande à Bilbo de pirater le KGB et d'ouvrir le dossier de service de Katya. En espérant que cela indiquera qu'elle a été désavouée par le KGB, elle a plutôt été désignée comme agent double.
Tout ceci n'est qu'un énorme malentendu.
Aux toilettes, Pam voit le statut de Katya sur son téléphone et l'envoie à Lana. Katya s'enfuit et Archer la rattrape dans l'ascenseur. L'assurant qu'il croit qu'elle a été piégé par le KGB, Lana et Malory les confrontent. Une impasse s'ensuit que Katya termine en tirant sur les armes de Lana de ses mains. Le couple s'échappe avant que Malory ne puisse verrouiller le quartier général de l'ISIS.
J'ai donné le feu vert au projet il y a longtemps.
Malory rallie le personnel tandis qu'Archer et Katya arrivent à l'appartement d'Archer . Il demande l'aide de Woodhouse pour retrouver son sac d'évacuation, mais en vain. Archer convainc Katya que la vie en fuite ira bien grâce à leurs compétences. Au QG du KGB, Boris informe Jakov que Barry Dylan a été transformé en cyborg et qu'il se trouve à New York où il appréhendera Katya. Jakov appelle Barry et est en colère que le cyborg envisage de tuer Archer.
Venir maman !
Katya presse Archer qu'ils doivent partir sans son sac. Lorsque Woodhouse voit qu'Archer aime vraiment Katya, il donne à Archer le sac qu'il a caché. Woodhouse donne également à Archer une alliance , qui appartenait à la grand-mère d'Archer, Bub . Mais il est trop tard, Malory arrive avec le personnel et une fusillade se termine sans blessé et tout le monde à court de munitions, sauf Malory, qui n'a plus qu'une balle.
J'adore tes cheveux.
Visant Katya, Archer se place devant elle et tente de convaincre Malory de son amour. Tout le monde comprend que le KGB la désigne comme agent double est une procédure standard. Krieger explique alors que Katya n'essayait pas de voler son projet secret, elle voulait juste ses arrangements de mariage avortés. La demande en mariage d'Archer est acceptée avec enthousiasme et le mariage a lieu sur le balcon avec Ray comme prêtre.
Je vais te sauver ma chérie !
Avant que la cérémonie ne puisse être célébrée, Barry écrase le mariage et étouffe Archer par-dessus le rebord du balcon. Malory lui tire une balle restante, qui rebondit sur Barry. Utilisant son voile comme garrot, Katya l'enroule autour de la gorge de Barry et saute du balcon, l'entraînant avec elle. Katya atterrit sur le van de Krieger et est tuée mais Barry est indemne et s'échappe. 

## DVD
- États-Unis :
- L'intégrale de la saison 2 est sortie le 26 mars 2012 chez Twentieth Century Fox Home Entertainment, l'audio est uniquement en anglais (ASIN B005Y1ZU6Y)